# Kouzoughin
Kouzoughin est une localité située dans le département de Tanghin-Dassouri de la province du Kadiogo dans la région Centre au Burkina Faso.

## Histoire
Kouzoughin, tout comme le village de Bogodogo II, dépendait administrativement de Balolé jusqu'au 12 septembre 2012, date de son détachement officiel pour favoriser le développement.

## Économie
L'activité de Kouzoughin repose principalement sur l'agropastoralisme et l'artisanat traditionnel (tissage pour les hommes, beurre de karité pour les femmes).

## Santé et éducation
Le centre de soins le plus proche de Kouzoughin est le centre médical (CM) de Tanghin-Dassouri tandis que les hôpitaux se trouvent à Ouagadougou.
Le village possède une école primaire publique de six classes,.